# Oekraïne op het Eurovisiedansfestival
Oekraïne deed in 2007 en 2008 mee aan het Eurovisiedansfestival.
In 2007 stuurde Oekraïne Joelia Okropiridze en Ilja Sydorenko naar het festival. Met quickstep en showdance haalden ze een tweede plaats.
Ook in 2008 deed Oekraïne mee. Dit keer met Lilija Podkopajeva en Sergej Kostetski; zij dansten jive, Oekraïense volksdans en rock-'n-roll. Dit keer behaalde Oekraïne de derde plaats.
Sinds 2009 wordt het festival niet meer gehouden.

## Lijst van Oekraïense deelnames
| Jaar | Artiest                                | Stijl                                      | Plaats | Punten |
| ---- | -------------------------------------- | ------------------------------------------ | ------ | ------ |
| 2007 | Joelia Okropiridze en Ilja Sydorenko   | quickstep en showdance                     | 2      | 121    |
| 2008 | Lilija Podkopajeva en Sergej Kostetski | jive, Oekraïense volksdans en rock-'n-roll | 3      | 119    |

2007 · 2008 
Zie ook: Eurovisiesongfestival · Junior Eurovisiesongfestival · Eurovision Young Musicians · Eurovision Young Dancers · Eurovision Choir
Azerbeidzjan · Denemarken · Duitsland · Finland · Griekenland · Ierland · Litouwen · Nederland · Oekraïne · Oostenrijk · Polen · Portugal · Rusland · Spanje · Verenigd Koninkrijk · Wit-Rusland · Zweden · Zwitserland